# Sankta Maria katolska församling

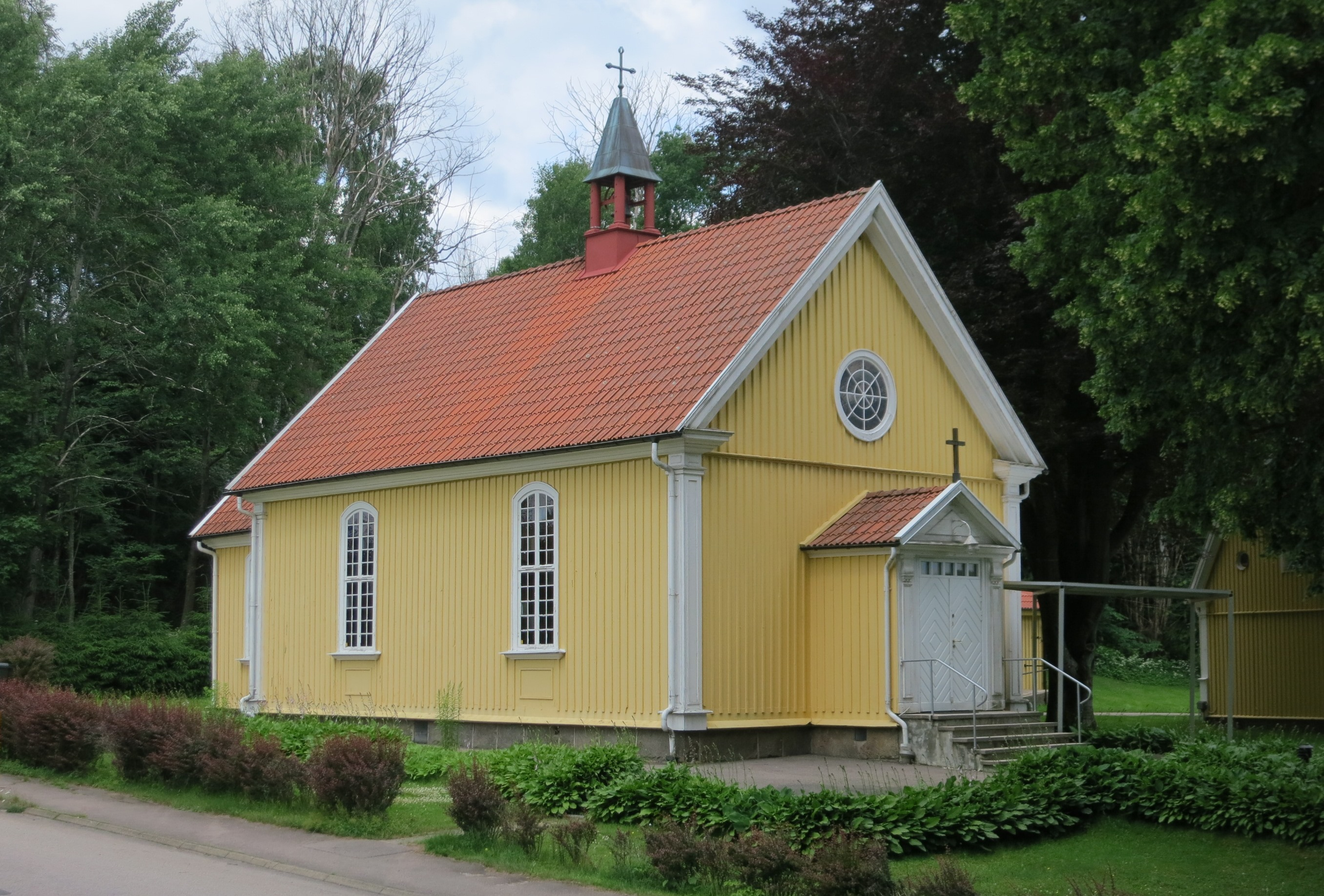
Mariakyrkan, Oskarström

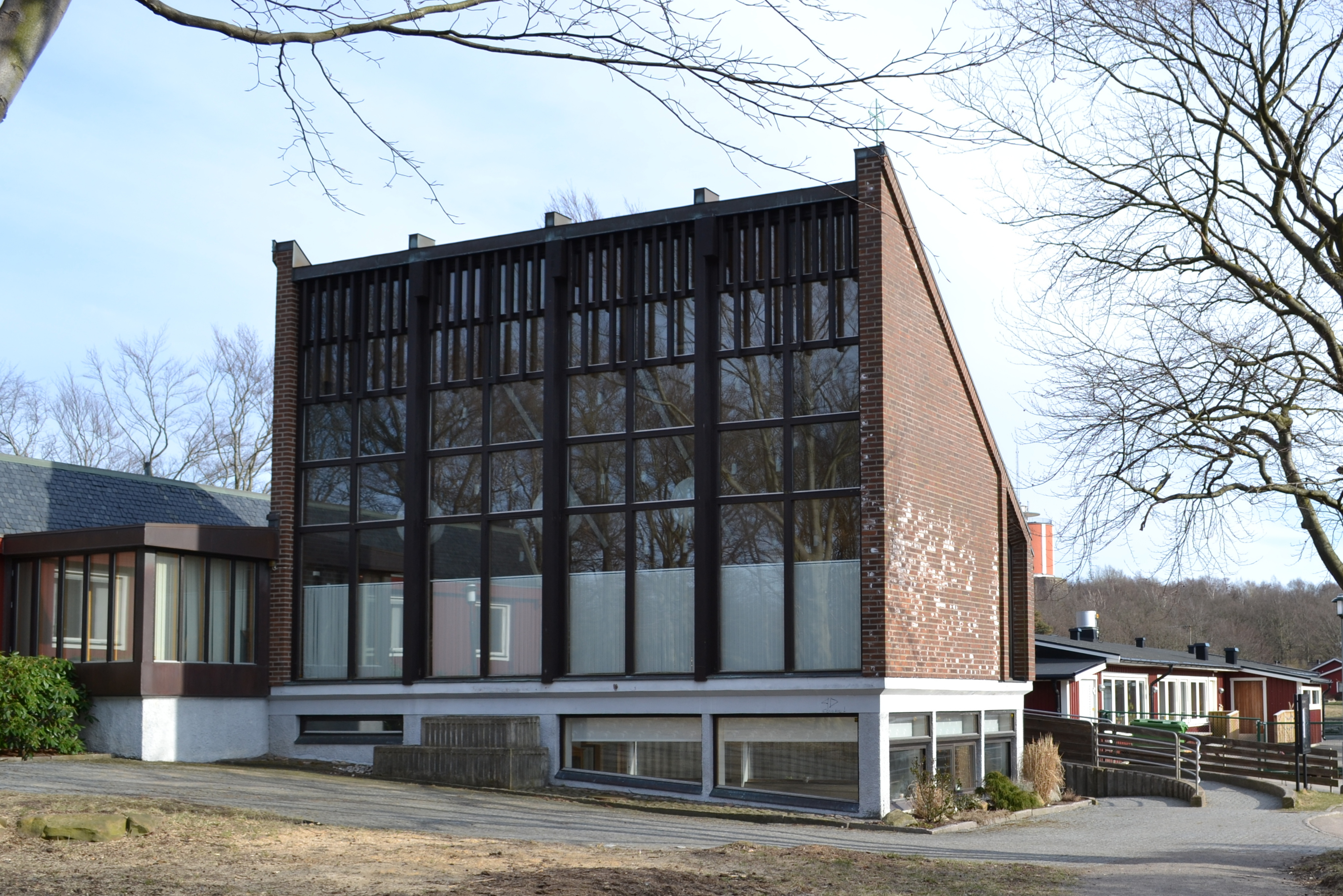
Den gudomliga barmhärtighetens kyrka i Varberg

Sankta Maria katolska församling i Halland tillhör Stockholms katolska stift.

## Historia
Församlingen omfattar nu Laholms, Halmstads, Falkenbergs, Varbergs och Hylte kommuner. Den har sitt centrum i Halmstad, men rötterna finns i Oskarström.
Redan omkring 1918 fördes diskussioner om en katolsk kyrka i Oskarström. Man arbetade diskret eftersom ett markköp för Katolska kyrkans räkning var en känslig fråga på den tiden. Kyrkan blev emellertid färdig hösten 1925 och kunde invigas av biskop J. E. Müller till jungfru Marias namn. Nu hade de många katolikerna i industrisamhället Oskarström fått sin egen kyrka, den första katolska i Halland sedan reformationen.
Efter Andra världskrigets slut 1945 började allt fler katoliker bosätta sig i Halmstad och behovet av en egen kyrka växte. Ett kapell ställdes i ordning 1948 i en förvärvad fastighet på Norra Vägen 10. Kapellet vigdes till Den Heliga Trefaldigheten. Fram till 1981 användes fastigheten som katolsk kyrkolokal. Det året invigdes den nya Trefaldighetskyrkan.  
Likaså hade i Varberg behovet av en katolsk kyrka vuxit. Den 1 september 2011 invigdes Den gudomliga barmhärtighetens katolska kyrka. Kyrkan var tidigare protestantisk och hette Brunnsbergs kyrka men såldes till Sankta Maria katolska församling.

## Kyrkor
- Katolska Trefaldighetskyrkan i Halmstad.
- Katolska Mariakyrkan i Oskarström.
- Den gudomliga barmhärtighetens katolska kyrka i Varberg.